# Adolf Wolberg
Adolf Wolberg (ur. 25 grudnia 1825 w Częstochowie, zm. 1 maja 1902 w Łodzi) – łódzki lekarz żydowskiego pochodzenia.

## Biogram
Pochodził z zamożnej rodziny kupieckiej.
Ukończył studia w Akademii Medyko-Chirurgicznej w Petersburgu i tam w 1853 r. uzyskał dyplom lekarza. Po powrocie do kraju osiadł najpierw w Piotrkowie Trybunalskim, gdzie praktykował do 1857 r., po czym przez rok praktykował w Warszawie i tu postanowieniem Komisji Rządowej ds. Wewnętrznych i Duchownych Królestwa Polskiego po przedstawieniu rozprawy „De tuberculosi testiculi” otrzymał stopień doktora medycyny.
W 1858 r. zamieszkał w Łodzi i został lekarzem wolno praktykującym.
Przeciwstawiał się stosowanym wśród biedoty Starego Miasta leczeniem przez pokątnych znachorów i występował przeciwko nim w sądzie oraz pomagał w sprowadzaniu maszyn tkackich dla fabrykantów. W odwecie tkacze łódzcy 21 kwietnia 1861 r. w ramach luddyzmu łódzkiego urządzili „kocią muzykę” przed jego jednopiętrowym domem przy ul. Południowej (obecnie Ulica Rewolucji 1905 roku w Łodzi) 8 i zdemolowali jego mieszkanie.
Przypisywano mu udzielanie pomocy rannym powstańcom i współpracę z organizacją narodową, za co podobno został 7 marca 1864 r. na rozkaz naczelnika wojennego Łodzi Aleksandra von Broemsena aresztowany i przewieziony do Cytadeli warszawskiej, a następnie w latach 1864–1865 „zmuszony mieszkać w Cesarstwie”. Z nekrologu wynika jednak, że przebywał on w Cesarstwie już wcześniej, bo w latach 1862–1863, co wykluczałoby jego związki z powstaniem, zatem przyczyna represji musiała być inna.
Do Łodzi powrócił w styczniu 1866 r., ale przez szereg lat pozostawał pod dozorem policji.
Od 1867 r. do śmierci był lekarzem niemiecko-rosyjskiego gimnazjum realnego, przekształconego później w szkołę rzemieślniczą.
Był zwolennikiem asymilacji i równouprawnienia Żydów.
Należał do grona organizatorów Łódzkiego Towarzystwa Lekarskiego.
W 1861 r. był jednym z sygnatariuszy petycji w sprawie założenia w Łodzi Resursy Kupców Starozakonnych (wniosek przez generał-gubernatora warszawskiego nie został zaaprobowany).
Na krótko przed śmiercią otrzymał stopień radcy kolegialnego.
Zmarł 1 maja 1902 r. i został pochowany na nowym cmentarzu żydowskim przy ul. Brackiej (str. P, kw. R, nr grobu 181) obok żony Zofii (nr grobu 182) zmarłej 21 listopada 1900 r. w wieku 62 lat.
Jego syn Ludwik (ur. 26 grudnia 1857, zm. 13 grudnia 1904) uczęszczał do niemieckiego gimnazjum realnego w Łodzi, następnie po ukończeniu studiów na Uniwersytecie Warszawskim był lekarzem w Warszawie. Córka Florentyna (1867–1935) była żoną Izydora Zanda.